# Бенек (деревня)
Бенек — деревня в Андреапольском городском округе Тверской области.

## География
Находится в западной части Тверской области на расстоянии приблизительно 28 км на северо-запад по прямой от города Андреаполь на северном берегу озера Бросно.

## История
Деревня уже была показана на карте 1838 года. В 1872 году здесь (деревня Холмского уезда Псковской губернии) было учтено 2 двора, в 1939 — 14. До 2019 года входила в Волокское сельское поселение Андреапольского района до их упразднения.

## Население
Численность населения: 16 человек (1872 год), 11 (русские 100 %) в 2002 году, 9 в 2010.